# 大京口
大京口是江苏省镇江市润州区境内，原长江与京杭大运河（江南运河）的交汇口。
镇江市境内共有五个京杭大运河（江南运河）与长江的交汇口，沿江自西向东依次是大京口、小京口、甘露口、丹徒口、谏壁口。大京口是历史上，江南运河第三个入江口。南齐建武年间（494年至497年），在蒜山（今云台山）东侧开凿新的江南运河入江口——大京口。大京口的开凿，缩短了江南运河与邗沟的距离，确保了船只渡江安全。
唐朝开元二十二年（734年），在京口闸的位置建埭。北宋治平四年（1067年），废埭，建京口闸。紹聖至元符年间（1094年至1100年），以闸埭合一的形式建京口闸。
北宋元符二年（1099年），两浙转运判官曾孝蕴建京口澳闸。京口澳闸有五座闸门，组成一组四级船闸，兼有通航、蓄水、引水、引潮、避风等多种功能。光绪《丹徒縣志》记曰：“京口闸，俗名大闸，在城西北距江一里许，唐徙漕路，由京口埭渡江至伊娄河。”顾祖禹《读史方舆纪要》引《南徐州志》记载：“京口旧名硕口，旧有五闸，曰京口、曰腰闸、曰下、中、上三闸，皆通接潮汛。樽节启闭，以通漕舟。其后渠渐浅狭，闸亦废坏。宋、元以来，数议修复。今为京口闸，当漕渠之口，距江一里。唐时改闸为堰。宋复易堰为闸。其后屡废屡置，每潮涨则开以通舟，潮落则闭以蓄水，闸外江滩，横直各二十丈，可以藏舟，东南百万粟，每岁取途于此。”
北宋至清朝，历代对京口闸均有维护。1920年代，长江积沙淤涨延伸，大京口因此淤塞。1929年，江苏省政府迁驻省会镇江县。大京口填埋为中华路。1932年7月，建成中华路。2021年，考古发掘京口闸遗址。